# Pianello del Lario

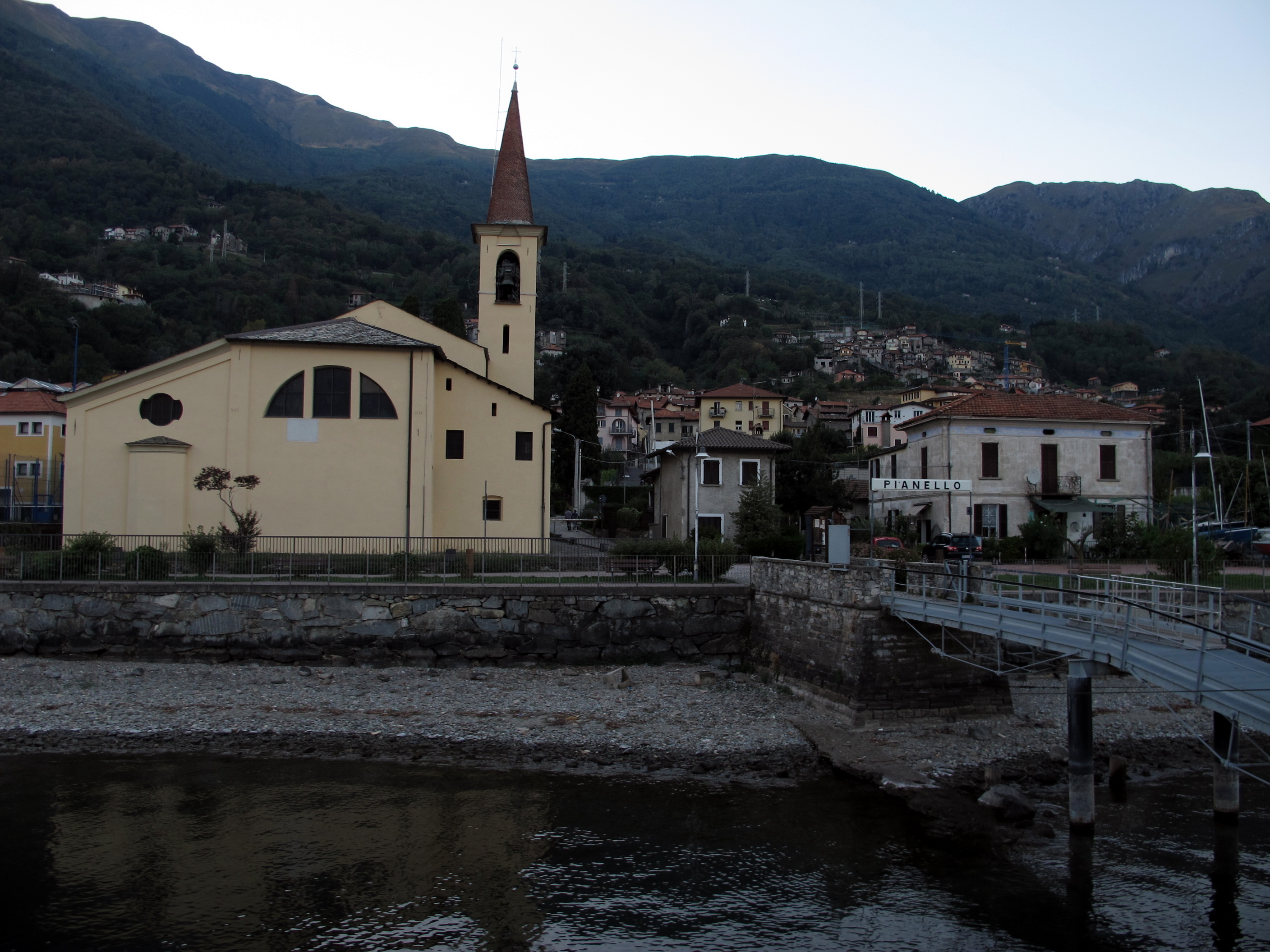
Kirche San Martino und Schiffsanlegestelle

Pianello del Lario (bis 1863 einfach Pianello) ist eine norditalienische Gemeinde (comune) in der Provinz Como in der Lombardei.

## Lage und Einwohner
Die Gemeinde liegt am Westufer des Comer Sees (auch: Lario) etwa 35 Kilometer nordöstlich von der Provinzhauptstadt Como und ist Teil des Gemeindeverbands Comunità Montana Valli del Lario e del Ceresio. Mit den Fraktionen: Bellera, Belmonte, Calozzo, Camlago, Crotti, Garuso, Maggiana, Mianico, Nasina, Riva, Saliana, Sant’Anna und Tre Terre hat die Gemeinde 1083 Einwohner (Stand 31. Dezember 2023). Pianello del Lario grenzt in der Seemitte an die Provinz Lecco.
Die Nachbargemeinden sind: Colico (LC), Cremia, Dervio (LC), Dongo, Dorio (LC), Garzeno, Musso.

### Verkehrsanbindung
Die Strada Statale 340 führt in einem Tunnel an Pianello del Lario vorbei. Damit ist der Ort frei vom Durchgangsverkehr. Weiter führt diese Straße bis an die Schweizer Grenze, wo sie nach Lugano führt.

## Geschichte
Im frühen Mittelalter war Pianello ein königlicher Hof der Burg Musso, der von König Liutprand dem Kloster der Basilika San Carpoforo in Como geschenkt worden war, dem das Gebiet noch im Jahr 1040 gehörte. In dieser Zeit umfasste das Zentrum von Pianello den Abteipalast, eine Burg mit Mauern und einem Graben und die Kirche San Martino mit einem kleinen angeschlossenen Friedhof.
Zur Zeit des Herzogtums Mailand, im ersten Viertel des 16. Jahrhunderts, gehörte Pianello zur Pfarrei von Dongo, wo es 1757, 1786 und 1791 wieder auftaucht. Ab 1644 gehörte es zur Mannschaft von Rezzonico, wo es bis über die Hälfte des folgenden Jahrhunderts blieb.
Im Jahr 1751 erscheint Pianello nicht mehr als belehnt, während sich sein Territorium auf die Gemeinden Camlago, Belmonte, Sagliana und Masnego, Magiana, Scarpagiano, Rovezano und Coslia erstreckt. Es entwickelte sich in Pianello der Wein- und Maulbeeranbau, wobei letzterer, mit Höhen und Tiefen, bis Mitte des zwanzigsten Jahrhunderts ein starkes Beschäftigungsfeld für die Einwohner von Pianello darstellte.

## Sehenswürdigkeiten
- Pfarrkirche San Martino. Im Inneren enthält die Kirche eine Reihe von Gemälden von Isidoro Bianchi aus Campione d’Italia und lokalen Künstlern wie G. B. Pozzo, G. M. Tagliaferri und Giovan Battista Bottiggio.[4]
- Kirche Sant’Anna im Ortsteil Belmonte[5]
- Kirche Madonna della Neve im Ortsteil Alpi[6]
- Oratorium San Bernardino
- Museo della Barca Lariana[7]

## Persönlichkeiten
- Giancarlo Crosta (1934–2024), Ruderer